# 吳蘭谷
吳蘭谷，浙江省建德县人，清朝政治人物。
乾隆二十二年十一月，擔任清朝廣東省潮州府豐順縣知縣。后由袁名器接任。乾隆三十三年九月回任。后由江充棟接任。